# Lara Flynn Boyle

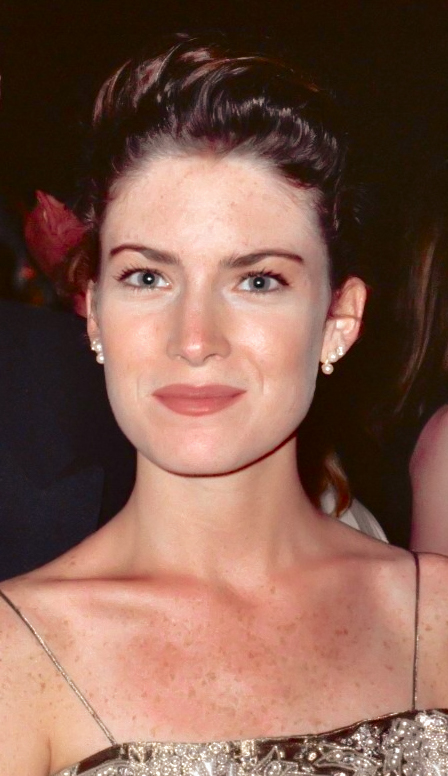
Lara Flynn Boyle (1990)

Lara Flynn Boyle (* 24. März 1970 in Davenport, Iowa) ist eine US-amerikanische Schauspielerin.

## Leben
Ihre Eltern benannten sie nach der Figur der Lara aus Doktor Schiwago. Als Boyle sechs Jahre alt war, trennten sich ihre Eltern, und sie zog mit ihrer Mutter nach Chicago. Während ihrer Kindheit war sie sehr schüchtern und nahm deshalb an einem Kurs teil, der ihr helfen sollte, mehr aus sich herauszugehen. Als Folge der Teilnahme an diesem Kurs entwickelte sie ein Interesse für die Schauspielerei.
Boyle erhielt ein Stipendium für die Chicago Academy for the Arts, eine spezielle High School mit dem Schwerpunkt Kunst.

## Schauspielerische Karriere
Noch während ihrer Schulzeit spielte sie 1987 in der Fernseh-Miniserie Amerika mit und gab 1988 ihr Filmdebüt in dem Film Poltergeist III. Am Tag nach ihrem Schulabschluss zog sie mit ihrer Mutter nach Los Angeles in der Hoffnung, dort eine Filmkarriere beginnen zu können.
Im Erfolgsfilm Der Club der toten Dichter spielte sie eine Nebenrolle, die aber fast komplett aus dem Film geschnitten wurde. Nach einer Handvoll kleinerer Film- und Fernsehfilm-Rollen spielte sie 1989/90 in David Lynchs Kult-Fernsehserie Twin Peaks die Rolle der Donna Hayward, der besten Freundin des Mordopfers Laura Palmer. Die Serie verhalf ihr zu großer Popularität, brachte es aber auch mit sich, dass ihr in der Folgezeit vorzugsweise „verschrobene“ Rollen angeboten wurden. Im weiteren Verlauf ihrer Karriere trat sie in so erfolgreichen Filmen wie Wayne’s World (1992) auf und spielte die weibliche Hauptrolle in Einsam Zweisam Dreisam. Sie spielte auch in Misserfolgen wie Ein heißes Trio (1997).
Von 1997 bis 2003 spielte sie eine größere Rolle als Staatsanwältin Helen Gamble in der Justizserie The Practice, die – neben weiteren Auszeichnungen – im Zeitraum von 1998 bis 2004 allein fünfzehn Emmys erhielt. In Men in Black II spielte sie 2002 das kylothinische Monster Serleena, wofür sie für eine Goldene Himbeere als schlechteste Nebendarstellerin nominiert wurde. Von 2005 bis 2006 war sie in der dritten Staffel der Fernsehserie Las Vegas als Casinobesitzerin zu sehen. Danach folgten regelmäßig bis 2009 weitere Film- und Fernsehrollen, danach war sie nur noch ab 2011 in fünf Produktionen zu sehen. Ihr Schaffen umfasst rund 60 Produktionen.

## Persönliches
Ihr Großvater, Charles A. Boyle, vertrat von 1955 bis 1959 als Abgeordneter den US-Bundesstaat Illinois im US-Repräsentantenhaus.
Boyle war von 1990 bis 1992 in einer Beziehung mit ihrem Twin Peaks Co-Star Kyle MacLachlan. Von 1996 bis 1998 war sie mit John Patrick Dee III verheiratet. Von 1999 bis 2001 war sie mit Jack Nicholson liiert. Seit 2006 ist sie mit Donald Ray Thomas II verheiratet.

## Filmografie
- 1987: Jack and Mike (Fernsehserie, Folge 1x17)
- 1987: Sable (Fernsehserie, Folge 1x01)
- 1987: Amerika (Miniserie)
- 1988: Poltergeist III – Die dunkle Seite des Bösen (Poltergeist III)
- 1989: The Preppie Murder (Fernsehfilm)
- 1989: Der Club der toten Dichter (Dead Poets Society)
- 1989: How I Got Into College
- 1990: Les belles Américaines (Fernsehfilm)
- 1990: Terror on Highway 91 (Fernsehfilm)
- 1990: Rookie – Der Anfänger (The Rookie)
- 1990–1991: Twin Peaks (Fernsehserie, 30 Folgen)
- 1991: Die wahren Bosse – Ein teuflisches Imperium (Mobsters)
- 1991: The Dark Backward
- 1991: Eye of the Storm
- 1991: Straßenkinder (Where the Day Takes You)
- 1992: Equinox
- 1992: Wayne’s World
- 1993: Red Rock West
- 1993: Die Aushilfe (The Temp)
- 1994: Einsam Zweisam Dreisam (Threesome)
- 1994: Past Tense – Abgründe der Leidenschaft (Past Tense, Fernsehfilm)
- 1994: Juniors freier Tag (Baby's Day Out)
- 1994: Willkommen in Wellville (The Road to Wellville)
- 1994: Die Bibel – Jakob (Jacob, Fernsehfilm)
- 1995: Cafe Society
- 1996: Wunder auf Bestellung (The Big Squeeze)
- 1996: Cannes Man
- 1997: Liebesflüstern (Afterglow)
- 1997: Ein heißes Trio (Farmer & Chase)
- 1997: Red Meat
- 1997–2003: Practice – Die Anwälte (The Practice, Fernsehserie, 132 Folgen)
- 1998: Happiness
- 1998: Die Again (Susan’s Plan)
- 1998: Dümmer geht's immer (Since You've Been Gone, Fernsehfilm)
- 1998; 2002: Ally McBeal (Fernsehserie, Folgen 2x10 und 5x18)
- 2000: Chain of Fools
- 2001: Speaking of Sex
- 2002: Men in Black II
- 2004–2005: Huff – Reif für die Couch (Huff, Fernsehserie, 5 Folgen)
- 2005–2006: Las Vegas (Fernsehserie, 8 Folgen)
- 2006: Land of the Blind
- 2006: Fwiends.com (Kurzfilm)
- 2006: Das Haus nebenan (The House Next Door, Fernsehfilm)
- 2006: Shades of Black: The Conrad Black Story (Fernsehfilm)
- 2007: Have Dreams, Will Travel
- 2008: Law & Order (Fernsehserie, Folge 18x12)
- 2009: Baby on Board
- 2009: Life Is Hot In Cracktown
- 2011: Cougar Hunting
- 2013: Hänsel und Gretel – Black Forest (Hansel & Gretel Get Baked)
- 2015: Lucky Dog
- 2020: Death in Texas
- 2023: Mother, Couch